# ジェレミ・ロワイ
ジェレミ・ロワイまたはジェレミー・ロワイ（Jérémy Roy、1983年6月22日 - ）は、フランス、トゥール出身の元自転車競技（ロードレース）選手。日本の自転車競技関連マスコミでは、ジェレミー・ロワと表記されることが多い。
果敢なアタックが特徴で、逃げを得意としている。
ツール・ド・フランス2011では多くのステージで小集団の逃げグループに乗り、終盤まで疲労を感じさせない走りを見せた。所属するFDJ・ビッグマットではサンディ・カザールがエースゼッケンを付けていたが、総合優勝を狙う選手が居らずステージ優勝狙いの為、アシストとして酷使される事が無く比較的自由に走れた事が一因として挙げられる。

中継では連日の逃げにより、総合優勝狙いの有力候補以外で名前が呼ばれる事も多く、最も多くの距離を逃げた選手に与えられる「総合敢闘賞（スーパー敢闘賞）」を獲得した。

ツール・ド・フランス2011の約1ヶ月後、シマノ鈴鹿ロードレースに出場の為来日し、メインイベントの国際ロードレースでは持ち前の果敢なアタックを見せて逃げグループを形成する。スプリントでは惜しくも畑中勇介、盛一大に続いて3位に入りプロツアーチームの意地を見せた。

## 来歴

### 2003年
- FDジュー.com（現 FDJ）と契約を結ぶ。

### 2005年
- ブエルタ・ア・エスパーニャ初出場、総合81位

### 2008年
- ジロ・デ・イタリア初出場、総合82位
- ツール・ド・フランス初出場、総合121位

### 2009年
- パリ〜ニース 区間1勝(第5)

### 2010年
- トロ・ブロ・レオン 優勝

### 2011年
- グランプリ・ドゥヴェルテュール・ラ・マルセイエーズ
  - 優勝
- ツール・ド・フランス
  -  総合敢闘賞（スーパー敢闘賞）
  -  敢闘賞　（第4,13ステージ）
  - ツールマレー峠、オービスク峠 首位通過
  - 第13ステージ 山岳賞首位
  - 総合86位、
- シマノ鈴鹿ロードレース
  - 国際ロードレース 3位

### 2012年
- フランス選手権
  - 個人タイムトライアル　2位

- ツール・デュ・リムザン
  - 総合2位
  - 区間優勝　(第4ステージ)
- ツール・デュ・ポワトゥー＝シャラント
  - 総合2位
- 世界選手権・ITT 18位

### 2013年
- クリテリウム・アンテルナシオナル
  - 　山岳賞
- フランス選手権
  - 個人タイムトライアル　2位

### 2014年
- フランス選手権
  - 個人タイムトライアル　6位

- クロノ・デ・ナシオン
  - 2位

### 2016年
- フランス選手権
  - 個人タイムトライアル　8位

- ツール・ド・フランス
  -  敢闘賞　（第16ステージ）

### 2018年
- 10月14日、現役引退[3]